# Mikołaj Gruszczyński (zm. 1479)
Mikołaj Gruszczyński zwany Kośmidrem herbu Poraj (zm. w 1479) – chorąży kaliski w 1465 roku, podstoli poznański w 1454 roku, starosta Odolanowa w latach 1457–1472-(1476).
Brat prymasa Jana Gruszczyńskiego i  Bartłomieja Gruszczyńskiego.